# Ovophis
Genre
Ovophis est un genre de serpents de la famille des Viperidae. 

## Répartition
Les huit espèces de ce genre se rencontrent en Asie du Sud-Est, en Asie de l'Est et en Asie du Sud.

## Description
Ce sont des serpents venimeux.

## Liste des espèces
Selon The Reptile Database (24 janvier 2025) :
- Ovophis anitae David et al., 2024[3]
- Ovophis convictus (Stoliczka, 1870)
- Ovophis jenkinsi Qiu et al., 2024[4]
- Ovophis makazayazaya (Takahashi, 1922)
- Ovophis monticola (Günther, 1864)
- Ovophis okinavensis (Boulenger, 1892)
- Ovophis tonkinensis (Bourret, 1934)
- Ovophis zayuensis (Jiang, 1977)

## Publication originale
- Smith & Chiszar, 1988 : Occupation of Ovophis Burger (Serpentes: Viperidae). Bulletin of the Maryland Herpetological Society, vol. 24, no 2, p. 23-26.